# 河下台場
河下台場（かわしもだいば）は、幕末に松江藩により築かれた台場。所在地は島根県出雲市河下町。

## 概要
河下台場は文久3年（1863年）松江藩によって築かれた台場である。

## 構造
近接した東西2ヶ所の台場からなり、そのうち西側の台場には石垣を伴う2段の土塁が現存する。古絵図には3段の土塁が描かれていることから、1段が失われたものと考えられているが、定かではない。一方の東台場には胸墻に加えて横墻が設けられており、全体的に見て島根県内の台場としては完成度が高い作りとなっている。

## 遺構
土塁、石垣、及び、暗渠遺構が現存する。